# Pietro Negri (calciatore)
Pietro Negri (fl. XX secolo) è stato un calciatore italiano, di ruolo difensore.

## Carriera
Con il Mantova disputa 35 gare nei campionati di Prima Divisione 1924-1925 e 1925-1926.
Lasciati i biancorossi, gioca 13 partite con il Brescia nel campionato di Divisione Nazionale 1927-1928, realizzando l'unico gol con le rondinelle il 19 febbraio 1928, nel corso della partita Brescia-Torino (3-1). Il suo esordio con i biancazzurri avviene il 16 ottobre 1927 a Napoli, nella gara Napoli-Brescia (0-4). Nella stessa stagione Negri gioca la sua unica gara di Coppa CONI, Pro Patria-Brescia (4-4).
In seguito gioca per due stagioni a Gallarate, poi torna a militare con il Mantova per altri quattro anni.

## Palmarès

### Club

#### Competizioni nazionali
- Seconda Divisione: 1

Mantova: 1923-1924